# Víctor Zangiev

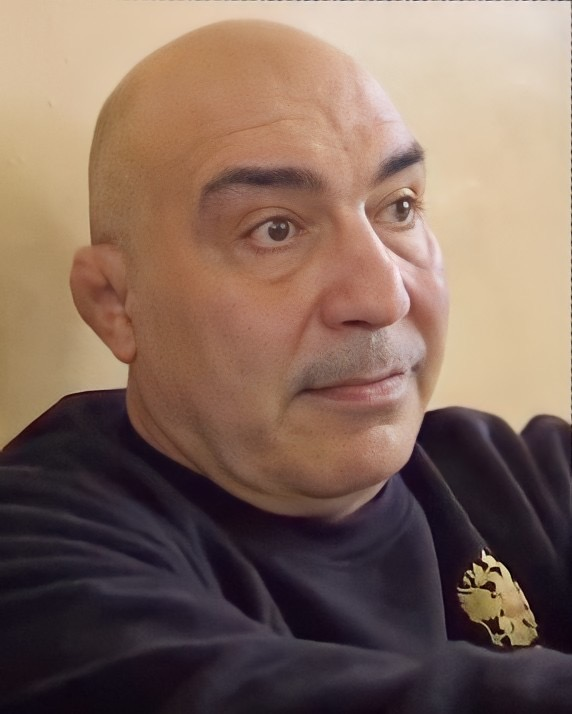
Víctor Zangiev, 2013

Victor Dzantemírovich Zangiev (cirílico ruso: Ви́ктор Дзантеми́рович Занги́ев, osetio:  Виктор Дзантемиры фырт Зæнджиаты, Jabárovsk, Kazajistán, 26 de mayo de 1962) es un luchardor ruso retirado de origen osetio. En la actualidad reside en Moscú. Representó a la URSS y a Rusia y tuvo como entrenador a Antonio Inoki . Luchó principalmente en Japón. Su persona sirvió de inspiración para el luchador de videojuegos Zangief de Street Fighter.